# Futebol nos Jogos Olímpicos de Verão da Juventude de 2010 - Feminino
O torneio feminino de futebol nos Jogos Olímpicos de Verão da Juventude de 2010  ocorreu entre 12 e 24 de agosto no Estádio Jalan Besar. Seis equipes participaram do evento.

## Medalhistas
|  | CHI Chile |  | GEQ Guiné Equatorial |  | TUR Turquia |
|  | Paola Hinojosa María Navarrete Javiera Valencia Francisca Armijo Leslie Alarcón Julissa Barrera Gabriela Aguayo Catalina González Velóz Melisa Rodríguez Monserrat Grau Javiera Roa Karina Sepúlveda Katherine Cisternas Romina Orellana Fernanda Geroldi Constanza González Parra Macarena Vásquez Macarena Errazuriz |  | Maria Angono Rosa Mangue Leticia Nchama Biyogo Monica Asangono Pilar Monojeli Celestina Bikoro Justina Alene Immaculada Angue Felicidad Avomo Judit Ndong Constancia Okomo Justina Lohoso Felicidad Nguema Vida Fegue Veronica Nchama Belinda Mikue Antonia Obiang Dolores Nchama |  | Hulya Cin Nazmiye Aytop Fatma Gulen Fatma Barut Eda Karatas Dilan Akarsu Hilal Baskol Feride Serin Kubra Aydin Yasam Goksu Umran Ozev Busra Ozturk Kader Dogan Melisa Tosun Medine Erkan Eda Duran Busra Ay Ezra Ozturk |

## Arbitragem
A FIFA divulgou os seis trios de arbitragem femininos que atuaram nos Jogos Olímpicos da Juventude:
| Árbitros              | Assistentes                                 |
| AFC                   | AFC                                         |
| --------------------- | ------------------------------------------- |
| THA Pannipar Kamnueng | AUS Jacqueline Leleu AUS Arlie Keen         |
| CAF                   |                                             |
| CMR Therese Neguel    | EGY Mona Mahmoud MAD Lidwine Rakotozafinoro |
| CONCACAF              |                                             |
| CAN Michele Pye       | GUA Lesbia Tzul Juarez HON Shirley Perello  |

| Árbitros              | Assistentes                                 |
| CONMEBOL              | CONMEBOL                                    |
| --------------------- | ------------------------------------------- |
| URU Gabriela Bandeira | CHI Barbra Bastias PER Marlene Leyton       |
| UEFA                  |                                             |
| POR Sandra Braz       | ESP Judit Romano NED Anouk De Jong          |
| UKR Kateryna Monzul   | BEL Ella de Vries GRE Chrysoula Kourompylia |

## Formato
As seis equipes foram divididas em dois grupos de três equipes, onde cada uma realizará dois jogos dentro do seu respectivo grupo. As duas primeiras colocadas de cada grupo classificaram-se as semifinais e as últimas para a disputa do quinto lugar. Nas semifinais, os vencedores disputarão a final e os perdedores disputarão a medalha de bronze.

## Resultados

### Preliminares
|  | Zona de classificação às semifinais |

#### Grupo A
| Equipe               | P | J | V | E | D | GP | GC | SG |
| -------------------- | - | - | - | - | - | -- | -- | -- |
| TUR Turquia          | 6 | 2 | 2 | 0 | 0 | 8  | 2  | +6 |
| IRI Irã              | 3 | 2 | 1 | 0 | 1 | 3  | 4  | -1 |
| PNG Papua-Nova Guiné | 0 | 2 | 0 | 0 | 2 | 0  | 5  | -5 |

Todas as partidas seguem o horário da Singapura (UTC+8)
| 12 de agosto | Turquia TUR                                                                    | 4 – 2     | IRI Irã                                  | Estádio Jalan Besar, Singapura           |
| 18:00        | Eda Karatas 6' · Fatemeh Adeli 67' (g.c.) · Feride Serin 70' · Kubra Aydin 82' | Relatório | Eda Duran 13' (g.c.) · Shahin Aflaki 16' | Público: 2 493 Árbitro: CAN Michelle Pye |

| 15 de agosto | Irã IRI                | 1 – 0  | PNG Papua-Nova Guiné | Estádio Jalan Besar, Singapura            |
| 18:00        | Fatemeh Ardestaini 43' | Report |                      | Público: 827 Árbitro: UKR Kateryna Monzul |

| 18 de agosto | Papua-Nova Guiné PNG | 0 – 4     | TUR Turquia                                              | Estádio Jalan Besar, Singapura                    |
| 18:00        |                      | Relatório | Eda Duran 6' · Hilal Baskol 52' · Nazmiye Aytop 81', 83' | Público: 1 380 Árbitro: CMR Therese Raissa Neguel |

#### Grupo B
| Equipe                | P | J | V | E | D | GP | GC | SG |
| --------------------- | - | - | - | - | - | -- | -- | -- |
| GEQ Guiné Equatorial  | 6 | 2 | 2 | 0 | 0 | 7  | 2  | +5 |
| CHI Chile             | 3 | 2 | 1 | 0 | 1 | 2  | 4  | -2 |
| TRI Trinidad e Tobago | 0 | 2 | 0 | 0 | 2 | 1  | 4  | -3 |

| 12 de agosto | Chile CHI            | 1 – 0     | TRI Trinidad e Tobago | Estádio Jalan Besar, Singapura                |
| 20:45        | Melisa Rodríguez 80' | Relatório |                       | Público: 2 493 Árbitro: THA Pannipar Kamnueng |

| 15 de agosto | Trinidad e Tobago TRI  | 1 – 3     | GEQ Guiné Equatorial                          | Estádio Jalan Besar, Singapura              |
| 20:45        | Brittaney Prescott 64' | Relatório | Felicidad Avomo 7', 41' · Veronica Nchama 59' | Público: 827 Árbitro: URU Gabriela Bandeira |

| 18 de agosto | Guiné Equatorial GEQ                            | 4 – 1     | CHI Chile           | Estádio Jalan Besar, Singapura          |
| 20:45        | Judit Ndong 12', 68' · Felicidad Avomo 80', 82' | Relatório | Romina Orellana 35' | Público: 1 547 Árbitro: POR Sandra Braz |

### Fase final
|  | Semifinais           | Semifinais           |       |                      | Final                | Final |  |
|  |                      |                      |       |                      |                      |       |  |
|  | 21 de agosto – 18:00 |                      |       |                      |                      |       |  |
|  | TUR Turquia          | 2                    |       |                      |                      |       |  |
|  | CHI Chile            | 3                    |       |                      |                      |       |  |
|  |                      |                      |       |                      |                      |       |  |
|  |                      |                      |       |                      | 24 de agosto – 20:45 |       |  |
|  |                      |                      |       |                      | CHI Chile (pen)      | 1 (5) |  |
|  |                      | GEQ Guiné Equatorial | 1 (3) |                      |                      |       |  |
|  |                      |                      |       |                      |                      |       |  |
|  |                      |                      |       |                      |                      |       |  |
|  |                      |                      |       |                      | 3º lugar             |       |  |
|  | 21 de agosto – 20:45 | 21 de agosto – 20:45 |       | 24 de agosto – 18:00 | 24 de agosto – 18:00 |       |  |
|  | GEQ Guiné Equatorial | 4                    |       | TUR Turquia          | 3                    |       |  |
|  | IRI Irã              | 1                    |       |                      | IRI Irã              | 0     |  |

#### Semifinal
| 21 de agosto | Turquia TUR                         | 2 – 3     | CHI Chile                                                         | Estádio Jalan Besar, Singapura                |
| 18:00        | Hilal Baskol 37' · Dilan Akarsu 40' | Relatório | Francisca Armijo 20' · Melisa Rodríguez 26' · María Navarrete 84' | Público: 2 315 Árbitro: THA Pannipar Kamnueng |

| 21 de agosto | Guiné Equatorial GEQ                                                         | 4 – 1     | IRI Irã               | Estádio Jalan Besar, Singapura          |
| 20:45        | Leticia Nchama Biyogo 32' · Felicidad Avomo 36' · Judit Ndong 56' (pen), 66' | Relatório | Fatemeh Ardestani 46' | Público: 2 707 Árbitro: POR Sandra Braz |

#### Disputa pelo 5º lugar
| 23 de agosto | Papua-Nova Guiné PNG | 0 – 0     | TRI Trinidad e Tobago | Estádio Jalan Besar, Singapura                |
| 18:00        |                      | Relatório |                       | Público: 1 615 Árbitro: URU Gabriela Bandeira |

|                                                        |       | Penalidades                                                 |  |
| Grace Steven Rumona Morris Carolyn Obi Georgina Kaikas | 2 – 4 | Jonelle Warrick Marlique Asson Abigail Jacob Corinna Sequea |  |

#### Disputa pelo bronze
| 24 de agosto | Turquia TUR                                           | 3 – 0     | IRI Irã | Estádio Jalan Besar, Singapura           |
| 18:00        | Hilal Baskol 3' · Dilan Akarsu 51' · Feride Serin 71' | Relatório |         | Público: 1 970 Árbitro: CAN Michelle Pye |

#### Final
| 24 de agosto | Chile CHI           | 1 – 1     | GEQ Guiné Equatorial  | Estádio Jalan Besar, Singapura              |
| 20:45        | Romina Orellana 25' | Relatório | Judit Ndong 55' (pen) | Público: 2 720 Árbitro: UKR Kateryna Monzul |

|                                                                                 |       | Penalidades                                                 |  |
| Maria Navarrete Melisa Rodríguez Javiera Roa Constanza González Romina Orellana | 5 – 3 | Judit Ndong Veronica Nchama Felicidad Nguema Antonia Obiang |  |

## Classificação final
| Pos.              | Equipe                |
| ----------------- | --------------------- |
| Medalha de ouro   | CHI Chile             |
| Medalha de prata  | GEQ Guiné Equatorial  |
| Medalha de bronze | TUR Turquia           |
| 4                 | IRI Irã               |
| 5                 | TRI Trinidad e Tobago |
| 6                 | PNG Papua-Nova Guiné  |